# Julius Pagel
Pour les articles homonymes, voir Pagel.
Julius Léopold Pagel (né le 29 mai 1851 à Pollnow, arrondissement de Schlawe-en-Poméranie (de), en Poméranie ultérieure et mort le 30 janvier 1912 à Berlin) est un médecin et historien de la médecine prussien.

## Biographie
Julius Pagel étudie la médecine à l'université Frédéric-Guillaume de Berlin. Ses professeurs sont Emil du Bois-Reymond, Rudolf Virchow et August Hirsch. Après avoir terminé son doctorat en 1875 avec une thèse sur l'histoire de l'école de médecine de Göttingen au XVIIIe siècle, il travaille d'abord comme médecin pour l'administration de la ville de Berlin et s'installe en 1876 en tant que médecin généraliste dans la ville. Il fait également des recherches et enseigne l'histoire médicale. Il obtient son habilitation en 1891 en histoire de la médecine. En 1898, Pagel est nommé professeur auxiliaire à l'Université Frédéric-Guillaume. À partir de 1901, il est professeur agrégé. En 1902, Ernst Schweninger reçoit la chaire d'histoire médicale qui était vacante depuis 1894 et que Pagel espérait. Schweninger est auparavant le médecin personnel d'Otto von Bismarck et n'a obtenu la chaire, comme auparavant celle de dermatologie (où il supplante Georg Richard Lewin (de)), que grâce à une protection politique ; il n'a pas publié dans les domaines de l'histoire médicale ou de la géographie médicale. Là encore, comme pour la nomination de Schweninger au poste de professeur de dermatologie, il y a des protestations, organisées dans ce cas par Karl Sudhoff et Johann Hermann Baas (de).
Julius Pagel est membre de la Société du Mercredi (de).
Son fils Walter Pagel (1898-1983) est pathologiste et historien de la médecine.

## Travaux
- Neue litterarische Beiträge zur mittelalterlichen Medicin. Reimer, Berlin, 1896, urn:nbn:de:hbz:061:2-14206.
- Die Entwickelung der Medicin in Berlin von den ältesten Zeiten bis auf die Gegenwart: eine historische Skizze; Festgabe für die Mitglieder und Theilnehmer des 15. Congresses für Innere Medizin. Bergmann, Wiesbaden 1897.
- Medizinisch Historische Bibliographie. Tome 1. 1898.
- Einführung in die Geschichte der Medizin in 25 akademischen Vorlesungen. Karger, Berlin 1898; 2e édition, hrsg. von Karl Sudhoff, ebenda 1915; 3e et 4e édition, sous le titre Kurzes Handbuch der Geschichte der Medizin, hrsg. von Karl Sudhoff ebenda 1922.
- Zeittafeln zur Geschichte der Medizin. Hirschwald, Berlin 1908.

## Rédaction
- Die Anatomie des Heinrich von Mondeville. Nach einer Handschrift der Königlichen Bibliothek zu Berlin vom Jahre 1304. Berlin 1889.
- Leben, Lehre und Leistungen des Heinrich von Mondeville (Hermondaville). Ein Beitrag zur Geschichte der Anatomie und Chirurgie. Theil I: Die Chirurgie des Heinrich von Mondeville (Hermondaville), nach Berliner, Erfurter und Pariser Codices zum ersten Male – nebst einer Abhandlung über Synonyma und einem Glossar von Moritz Steinschneider. Berlin 1892.
- Die Areolae des Johannes de Sancto Amando (13. Jahrhundert). Ein Beitrag zur Literaturgeschichte der Arzneimittellehre im Mittelalter. Reimer, Berlin 1893, urn:nbn:de:hbz:061:2-31928.
- Die Concordanciae des Johannes de Sancto Amando, nach einer Berliner und zwei Erfurter Handschriften zum ersten Male hrsg. nebst einem Nachtrage über die Concordanciae des Petrus de Sancto Floro. Berlin, 1894.
  - Nachträge zu den „Concordanciae des Johannes de Sancto Amando“. Aus den Concordanciae des Petrus de Sancto Floro (14. Jahrhundert). In: Julius Leopold Pagel: Neue litterarische Beiträge zur mittelalterlichen Medicin. (Festschrift Moritz Steinschneider) Berlin, 1896, p. 1–120.
- Biographisches Lexikon hervorragender Ärzte des neunzehnten Jahrhunderts. Urban & Schwarzenberg, Berlin / Vienne, 1901; unveränderter Neudruck Basel und München 1989.
- avec Max Neuburger (de): Handbuch der Geschichte der Medizin. 3 Bände. Fischer, Iéna, 1902–1905.